# Alaska Route 1
Alaska Route 1 (AK-1) – droga stanowa biegnąca przez południową część Alaski. Prowadzi z Homer na północny wschód przez Anchorage do Tok. Na odcinku między Anchorage a Palmer jest autostradą.
Droga pokrywa się z kilkoma nieoficjalnymi trasami o zwyczajowych nazwach:
- Sterling Highway – z Homer do węzła Tern Lake
- Seward Highway – z węzła Tern Lake do Anchorage
- Glenn Highway – z Anchorage to Glennallen
- Richardson Highway – z Glennallen do węzła Gakona
- Tok Cut-Off – z węzła Gakona do Tok

## Przebieg
Alaska Route 1 zaczyna się w porcie w Homer na końcu mierzei o tej samej nazwie. Początkowy odcinek trasy nazywa się Sterling Highway. Droga prowadzi przez Soldotnę do skrzyżowania z AK-9, odkąd prowadzi na północ wspólnym przebiegiem z Seward Highway do Anchorage, gdzie przebiega równoległymi jednokierunkowymi ulicami Ingra i Gambell, a następnie szóstą i siódmą aleją. Seward Highway się kończy, a Alaska Route 1 przebiega dalej piątą aleją, odcinkiem nazwanym Glenn Highway. W pobliżu miasta Wasilla od drogi odchodzi George Parks Highway (AK-3). Na skrzyżowaniu z AK-4 w pobliżu Glennallen, Glenn Highway się kończy, a AK-1 rozpoczyna wspólny przebieg z Richardson Highway i AK-4 do węzła Gakona; gdzie AK-1 przechodzi w ostatni odcinek zwany Tok Cut-Off, biegnący na północny wschód do miasta Tok, gdzie droga wpada do Alaska Highway (AK-2).
Cała długość Interstate A-3 pokrywa się z AK-1 – jest to odcinek z Soldotny do śródmieścia Anchorage, gdzie zaczyna się autostrada międzystanowa A-1 o wspólnym przebiegu z AK-1 do Tok. (A-1 kontynuuje bieg do granicy z Kanadą przez Interstate A-2 – Alaska Highway).